# Meningite
La meningite è una malattia del sistema nervoso centrale, generalmente di origine infettiva, caratterizzata dall'infiammazione delle meningi (le membrane protettive che ricoprono l'encefalo e il midollo spinale); è la più frequente sindrome infettiva del sistema nervoso centrale. Qualora l'infiammazione coinvolga anche il parenchima cerebrale, si definisce meningoencefalite.
Può essere causata da batteri, virus o altri microrganismi, e meno frequentemente riconosce un'eziologia neoplastica, autoimmune o iatrogena (da farmaci). Può essere altresì classificata a seconda del suo andamento in acuta, subacuta o cronica; le varie forme riconoscono cause in genere differenti. La gravità di una meningite è molto variabile: da forme asintomatiche o subcliniche, per esempio nel contesto di malattie sistemiche, a episodi fulminanti, che mettono a rischio immediatamente la vita, e si configurano come emergenze mediche.
Il quadro clinico di una meningite acuta si fonda sulla classica triade costituita da febbre, cefalea e rigidità nucale; a questi sintomi si aggiungono, con diversa frequenza, contratture muscolari, vomito a getto, alterazioni dello stato di coscienza, incapacità di tollerare la luce (fotofobia) e i rumori (fonofobia), convulsioni. La sintomatologia varia in base all'agente causale, alla velocità di insorgenza e allo stato del paziente: a volte, nei bambini piccoli possono essere presenti solo alcuni sintomi aspecifici, come irritabilità e sonnolenza.
La diagnosi di meningite trova il suo cardine nell'analisi chimico-fisica e microbiologica del liquido cefalorachidiano, il fluido racchiuso tra le meningi e il sistema nervoso centrale, che può essere prelevato con l'esecuzione di una puntura lombare e l'inserimento di un ago nel canale vertebrale.
Il trattamento usuale per la meningite acuta è la somministrazione precoce di farmaci antibiotici e, talvolta, antivirali. In alcune situazioni si può anche ricorrere alla somministrazione di corticosteroidi per prevenire i danni derivanti dalla risposta infiammatoria. Una meningite batterica non trattata prontamente può essere letale, o può portare a gravi conseguenze permanenti, come sordità, epilessia, idrocefalo e deficit cognitivi. Alcune forme di meningite, come quelle causate da meningococchi, Haemophilus influenzae di tipo B, pneumococchi o da virus della parotite, possono essere prevenute con le apposite vaccinazioni.

## Storia

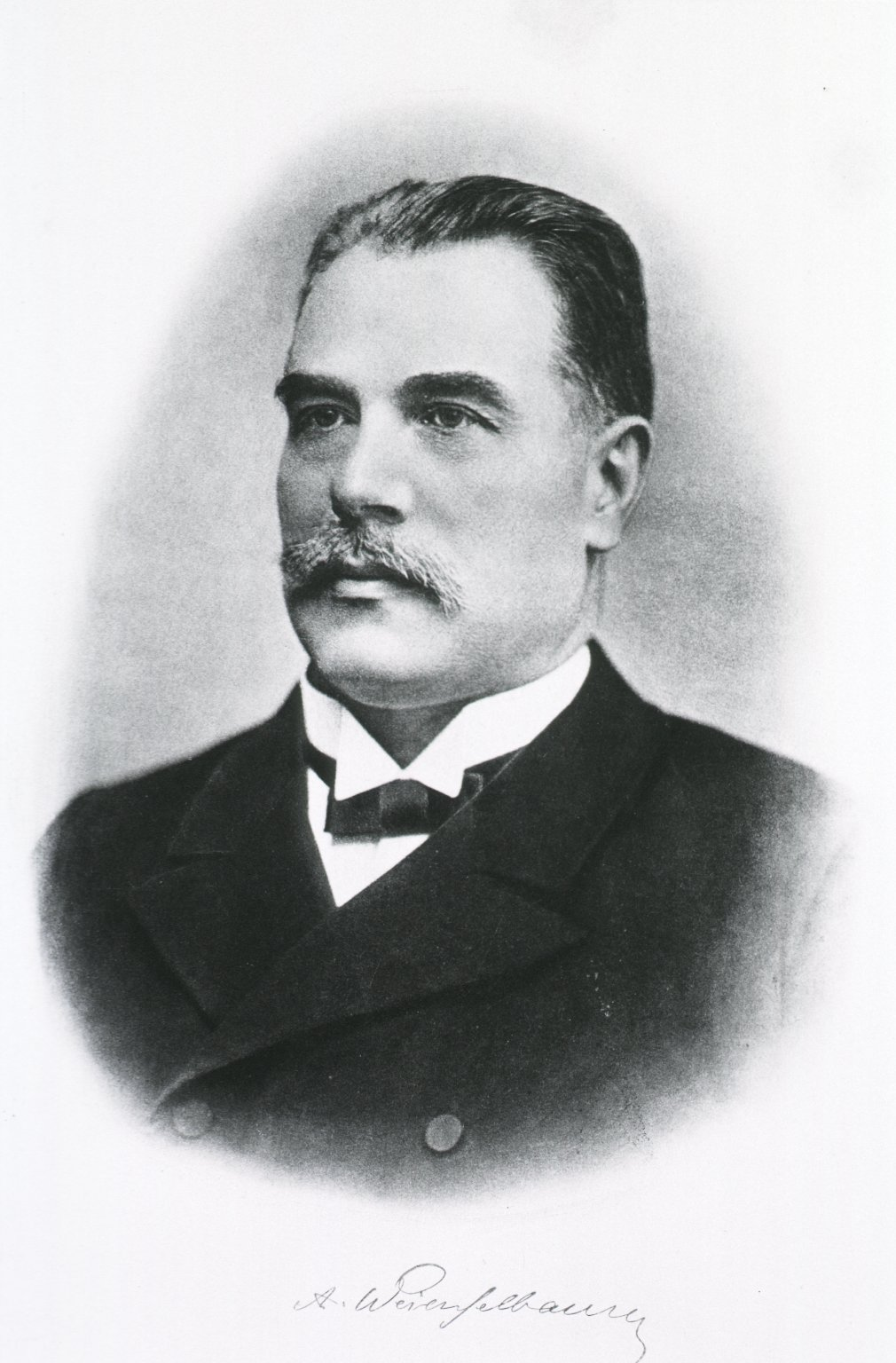
Anton Weichselbaum, che nel 1887 descrisse il meningococco

Alcuni autori suggeriscono che già Ippocrate potrebbe essersi reso conto dell'esistenza della meningite, e sembra che il meningismo fosse già noto ai medici di epoca pre-rinascimentale come Avicenna. La descrizione della meningite tubercolare, allora chiamata "idropisia nel cervello" (cioè accumulo di liquidi sierosi nell'encefalo), è spesso attribuita al medico di Edimburgo Sir Robert Whytt e a uno scritto apparso postumo nel 1768. Tuttavia il legame con la tubercolosi e il suo agente patogeno non fu riconosciuto fino al secolo successivo.
Sembra che l'epidemia di meningite sia un fenomeno relativamente recente. Il primo focolaio epidemico di una certa importanza fu registrato a Ginevra nel 1805. In seguito sono state descritte molte altre epidemie in Europa e negli Stati Uniti, mentre la prima segnalazione di un'epidemia in Africa è del 1840. Nel corso del XX secolo le epidemie africane sono divenute molto più comuni, a partire da una grande epidemia che colpì la Nigeria e il Ghana tra il 1905 e il 1908.
Il primo rapporto relativo a un'infezione batterica come causa di meningite si ebbe per merito del batteriologo austriaco Anton Weichselbaum che nel 1887 descrisse il meningococco. I primi studi erano unanimi nel riportare un'elevata mortalità da meningite, con punte oltre il 90%. Nel 1906 lo scienziato statunitense Simon Flexner sviluppò un approccio terapeutico a partire da un antisiero (un siero contenente anticorpi specifici e ottenuto dal sangue di animali precedentemente inoculati con antigeni specifici della meningite) prodotto dai cavalli. Il trattamento ebbe successo e la mortalità per la forma meningococcica della malattia fu marcatamente ridotta. Nel 1944, la penicillina era considerata molto efficace nel trattare la meningite e, con l'introduzione dei vaccini alla fine del XX secolo, si è avuto un netto calo di casi dovuti all'agente patogeno Haemophilus. Nel 2002 è stato evidenziato come il trattamento con steroidi potrebbe migliorare la prognosi della meningite batterica.

### Epidemiologia
Fascia meningitica africana
     Zona epidemica
     Casi sporadici

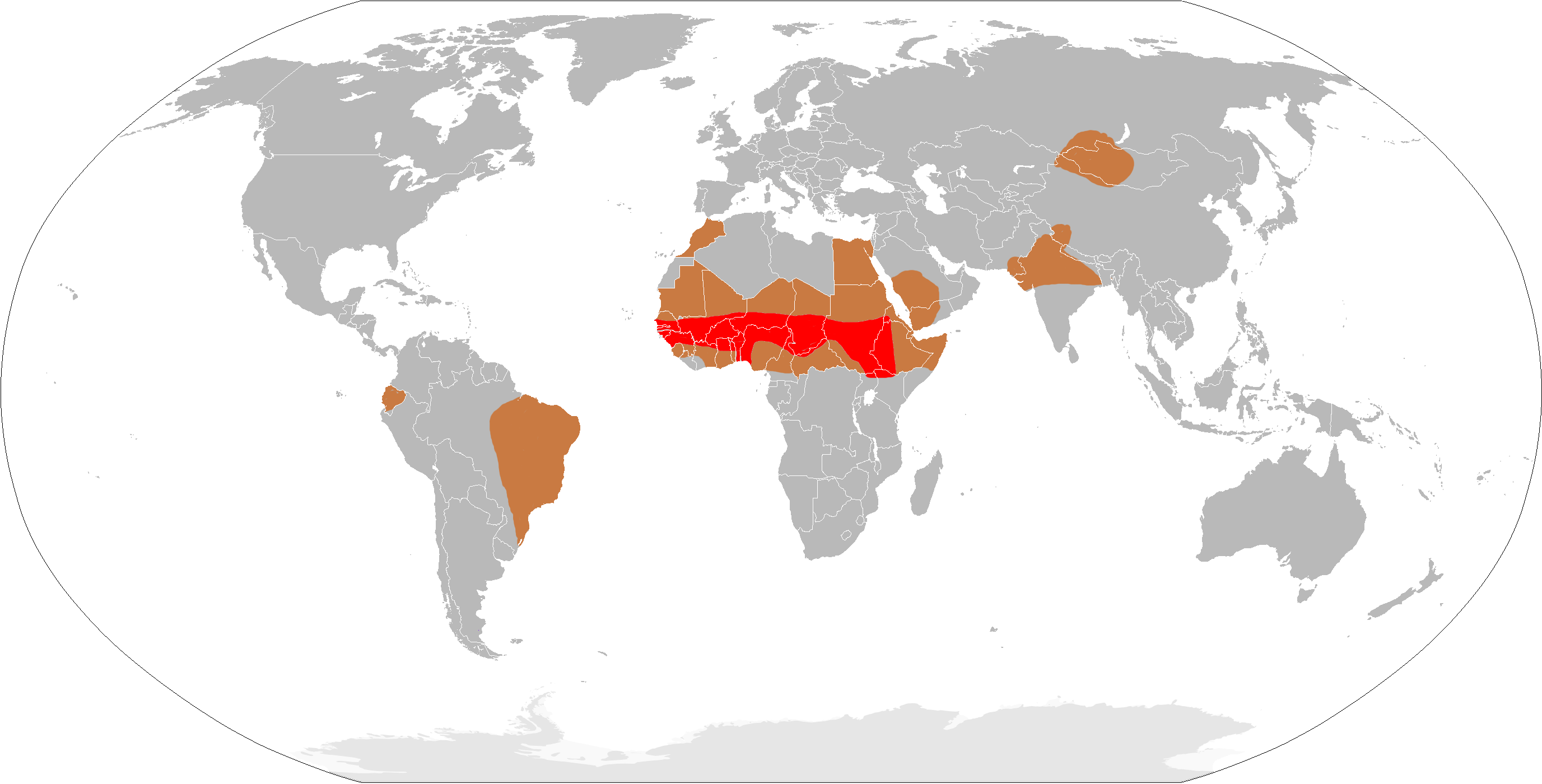
Mappa del rischio epidemico relativo alla meningite meningococcica.
Fascia meningitica africana
Zona epidemica
Casi sporadici

Anche se la meningite è una malattia soggetta a obbligo di denuncia in molti paesi, l'esatto tasso di incidenza non è noto. Nei paesi occidentali la meningite batterica si verifica in circa 3 persone su 100 000 ogni anno. Lo studio sulla popolazione ha dimostrato che la meningite virale è la forma più comune, pari a 10,9 per 100 000 persone e si verifica più spesso in estate. In Brasile il tasso di meningite batterica è più elevato, 45,8 per 100 000 ogni anno. L'Africa subsahariana è stata colpita da grandi epidemie di meningite meningococcica per oltre un secolo e questo andamento l'ha portata a essere identificata come la "fascia della meningite": le epidemie si verificano in genere durante la stagione secca (da dicembre a giugno) e un'ondata epidemica può durare due o tre anni; i casi si riducono drasticamente durante la stagione delle piogge. In questa regione il tasso di meningite registra livelli elevatissimi, pari a 100-800 casi annui ogni 100 000 persone. La zona è anche estremamente arretrata dal punto di vista della possibilità di accesso alle cure sanitarie. La più grande epidemia mai registrata nella storia ha colpito l'intera regione subsahariana nel 1996-1997, causando oltre 250 000 casi e 25 000 morti.
La meningite meningococcica si presenta in forma epidemica in zone dove molte persone sono costrette a convivere per la prima volta. È ciò che accade nelle caserme durante il servizio militare obbligatorio di leva, richiami per esercitazioni oppure nel corso di mobilitazioni, nei campus universitari e in corso di pellegrinaggi annuali, tra cui il pellegrinaggio islamico alla Mecca denominato Hajj. Anche se non si è ancora ben compreso il modello seguito dai cicli di epidemia in Africa, sono diversi i fattori che sono stati chiamati in causa per lo sviluppo di epidemie nella fascia della meningite. Essi includono: condizioni mediche (suscettibilità immunologica della popolazione), condizioni demografiche (viaggi e spostamenti di popolazione di grandi dimensioni), condizioni socio-economiche (le condizioni di vita con sovraffollamento e povertà), condizioni climatiche (siccità e tempeste di sabbia) e le infezioni concomitanti (infezioni respiratorie acute).
Ci sono differenze significative nella distribuzione locale delle cause di meningite batterica. Per esempio, mentre la Neisseria meningitidis di gruppo B e C colpisce prevalentemente in Europa, il gruppo A si trova in Asia e continua a predominare in Africa, dove causa la maggior parte delle grandi epidemie di meningite, che rappresentano circa l'80% di 85% dei casi documentati di meningite meningococcica a livello mondiale.

## Eziologia

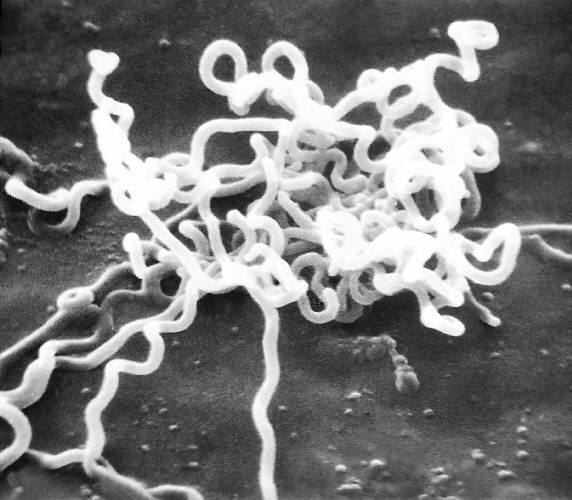
Il Treponema pallidum, l'agente eziologico della sifilide, può essere anche causa di meningite asettica

La meningite è solitamente causata da un'infezione: la maggior parte delle infezioni sono dovute a virus, ma sono cause comuni anche i batteri, i funghi e i protozoi. Può anche derivare da varie cause non infettive.
Il termine meningite asettica si riferisce genericamente a tutti i casi di meningite in cui nessuna infezione batterica può essere dimostrata. È generalmente dovuta a virus ma può essere anche il risultato di infezione batteriche che sono già state parzialmente trattate, con scomparsa dei batteri dalle meningi, o da infezione presente in uno spazio adiacente alla meningi (sinusite ad esempio).
L'endocardite, infezione delle valvole cardiache con la diffusione di piccoli gruppi di batteri attraverso il flusso sanguigno, può causare meningite asettica. Questa può anche derivare da infezioni causate da spirochete, un tipo di batteri che comprende Treponema pallidum (la causa della sifilide) e Borrelia burgdorferi (noto per causare la malattia di Lyme). La meningite si può incontrare nei casi di forme cerebrali di malaria o nella meningite amebica, una forma dovuta all'infezione con amebe, come la Naegleria fowleri, per via del contatto con fonti d'acqua dolce in cui il parassita è presente.

### Batteri
La meningite batterica è causata da batteri, la cui tipologia varia a seconda della fascia di età dei pazienti.
- Nei neonati prematuri e in quelli fino a tre mesi di età, i più comuni sono gli streptococchi di gruppo B (sottotipi III che normalmente si trovano nella vagina e sono principalmente riscontrabili durante la prima settimana di vita) e quelli che più frequentemente si trovano nel tratto digestivo, come l'Escherichia coli e lo Streptococcus agalactiae. Anche la Listeria monocytogenes (sierotipo IV b), può colpire i neonati e si manifesta solitamente in forma epidemica.[27]
- I bambini più grandi sono più comunemente colpiti da Neisseria meningitidis (meningococco), Streptococcus pneumoniae (pneumococco, sierotipi 6, 9, 14, 18 e 23) e quelli sotto i cinque anni da Haemophilus influenzae di tipo B. Con l'introduzione della vaccinazione i casi di meningite causati da quest'ultimo batterio si sono ridotti moltissimo.[1][2] Una quota compresa tra il 2% e il 30% della popolazione è portatrice sana e asintomatica di meningococchi nel naso e nella gola, e questa presenza non è correlata a un aumento del rischio di contrarre meningite o altre malattie gravi. La trasmissione del germe avviene per via respiratoria e il rischio di sviluppare la malattia sembra essere maggiore in persone che hanno acquisito l'infezione da poco, rispetto a chi invece è portatore da più tempo. Lo pneumococco, oltre alla meningite, può causare polmonite, infezioni delle prime vie respiratorie e otite.
- Negli adulti, la Neisseria meningitidis e lo Streptococcus pneumoniae insieme provocano l'80% dei casi di meningite batterica, con aumentato rischio di coinfezione da Listeria monocytogenes negli individui oltre i 50 anni.[2][4] In seguito all'introduzione del vaccino contro lo pneumococco, l'incidenza della meningite pneumococcica è drasticamente diminuita, sia nei bambini sia negli adulti.[28] Estremamente rara è la meningite da Escherichia coli nell'adulto[29], riportata anche da Eben Alexander nel suo libro Milioni di farfalle.

Un recente trauma cranico offre una potenziale via di accesso allo spazio meningeo ai batteri che si trovano nella cavità nasale. Allo stesso modo, pazienti con uno shunt cerebrale, un drenaggio extraventricolare o un serbatoio di Ommaya hanno un aumentato rischio di infezione attraverso questi dispositivi. In questi casi, le infezioni da stafilococchi sono più probabili, così come le infezioni da Pseudomonas e altri batteri Gram-negativi. Gli stessi agenti patogeni sono inoltre più comuni negli individui con sistema immunitario compromesso. In una piccola percentuale di persone, un'infezione alla testa e al collo, come l'otite media o la mastoidite, può portare a meningite. I portatori di impianti cocleari hanno un rischio aumentato di meningite da pneumococco.
Tendenzialmente, chi è sottoposto a interventi neurochirurgici a seguito di un trauma, è più soggetto al rischio di incorrere in meningite da stafilococco o da batteri Gram-negativi. Pazienti sottoposti all'inserimento di corpi estranei, come cateteri ventricolari, sono più a rischio di meningite provocata da agenti che si trovano sulla cute, come stafilococchi coagulasi negativi o Propionibacterium acnes. Le meningiti batteriche contratte durante un periodo di degenza in ospedale vengono chiamate "meningiti nosocomiali".
La meningite tubercolare è causata dall'infezione da Mycobacterium tuberculosis, e si riscontra più frequentemente nei pazienti provenienti da paesi in cui la tubercolosi è comune, ma si trova anche in quelli con deficit del sistema immunitario, come nei casi di AIDS.
Ricorrenti meningiti batteriche possono verificarsi qualora vi siano persistenti difetti anatomici, congeniti o acquisiti, o gravi disturbi del sistema immunitario. I difetti anatomici permettono una continuità tra l'ambiente esterno e il sistema nervoso. La causa più comune di meningite ricorrente è una frattura del cranio, in particolare quelle che interessano la base del cranio o si estendono verso i seni paranasali e le rocche petrose. Circa il 59% dei casi è dovuto a tali anomalie anatomiche, il 36% deriva da carenze del sistema immunitario e il 5% da infezioni in corso in zone adiacenti alle meningi.

### Virus
I virus sono una causa frequente di infezioni del sistema nervoso centrale (SNC) e possono causare una meningite che talvolta viene indicata con il termine improprio di "meningite asettica", in opposizione alle forme di meningite batteriche. I virus che con maggiore frequenza rappresentano una possibile causa di meningite sono gli enterovirus, l'herpes simplex di tipo 2 (e più raramente di tipo 1), il virus varicella zoster (noto anche per causare la varicella e il fuoco di Sant'Antonio), gli adenovirus, il virus della parotite, l'HIV, il virus della coriomeningite linfocitaria, i flavivirus e gli arbovirus, tra cui è degno di menzione il Toscana virus (TOSV).

### Funghi

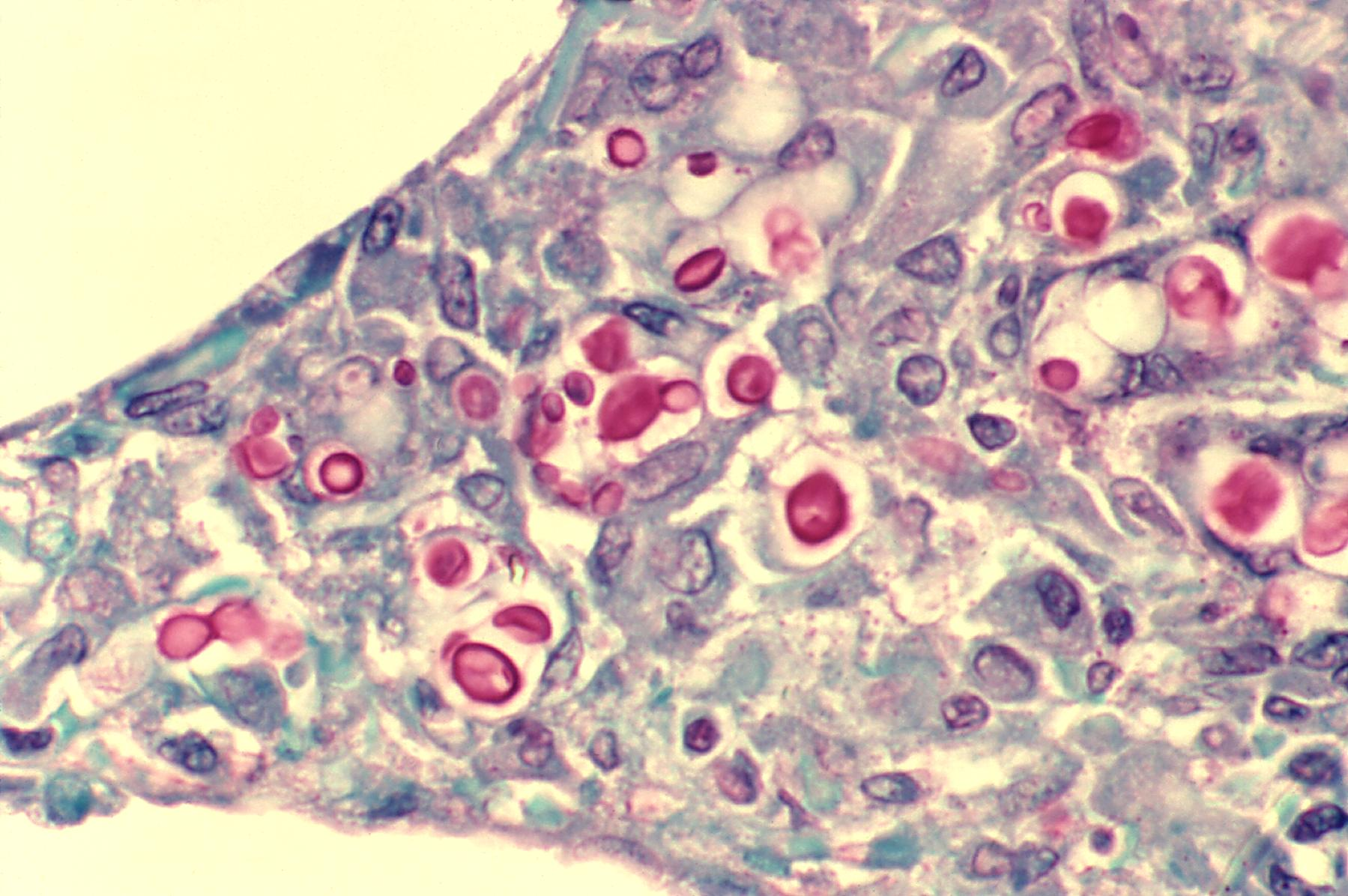
Cryptococcus neoformans nel polmone di un paziente affetto da AIDS. Il fungo può anche infettare le meningi.

Vi sono un certo numero di fattori di rischio della meningite causata da funghi, tra cui l'uso di immunosoppressori (ad esempio dopo il trapianto di organi), l'AIDS e i deficit del sistema immunitario associati all'invecchiamento. L'evento è, tuttavia, molto raro nelle persone che dispongono di un normale sistema immunitario. L'insorgenza dei sintomi è in genere graduale, con cefalea e febbre presente per almeno un paio di settimane prima della diagnosi. La meningite fungina è più frequentemente causata dal Cryptococcus neoformans. In Africa, la meningite criptococcica è stimata essere la causa più comune di meningite rappresentando il 20-25% delle morti correlate all'AIDS. Altri agenti micotici comuni includono Histoplasma capsulatum, Coccidioides immitis, Blastomyces dermatitidis e le specie di Candida.

### Parassiti

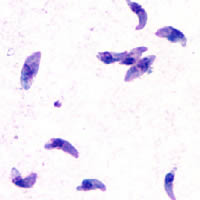
Toxoplasma gondii, un protista parassitario che può causare meningite

Quando nel liquido cerebrospinale si riscontra una predominanza di eosinofili, un tipo di globuli bianchi, si può ipotizzare una causa parassitaria. I parassiti più comunemente implicati nell'infezione delle meningi sono il Gnathostoma spinigerum, lo Schistosoma, la Naegleria fowleri, il Toxoplasma gondii e il Trypanosoma brucei nonché le condizioni di toxocariasi, paragonimiasi e neurocisticercosi, quest'ultima dovuta all'attraversamento della parete intestinale delle larve di Taenia solium e alla loro localizzazione nel SNC e nello spazio subaranoideo, dove possono rimanere silenti per anni. Quando le larve muoiono si innesca una risposta infiammatoria che può causare una meningite cronica con idrocefalo.
L'Angiostrongylus cantonensis è un altro parassita responsabile di una meningite eosinofila comune in Estremo Oriente, Nuova Guinea e in alcune isole del Pacifico.

### Cause non infettive
La meningite si può verificare anche come risultato di diverse cause non infettive, come la diffusione alle meningi di neoplasie o l'assunzione di alcuni farmaci, per lo più FANS, antibiotici e immunoglobuline per via endovenosa.
Può anche essere causata da diverse condizioni infiammatorie come la sarcoidosi, che in tal caso prende il nome di neurosarcoidosi, malattie del tessuto connettivo, come il lupus eritematoso sistemico, e alcune forme di vasculite (infiammazione della parete dei vasi sanguigni) come la sindrome di Behçet. Cisti epidermoidi e cisti dermoidi possono causare meningite rilasciando materiale nello spazio subaracnoideo. La meningite di Mollaret è una sindrome caratterizzata da episodi ricorrenti di meningite asettica. Raramente l'emicrania può essere causa di meningite e tale diagnosi può essere fatta solo quando le altre possibili cause sono state scartate.
Infine vi sono alcune procedure mediche invasive che possono associarsi a complicanza meningitica, fra cui le tecniche di anestesia spinale e peridurale e gli interventi neurochirurgici.

## Patogenesi

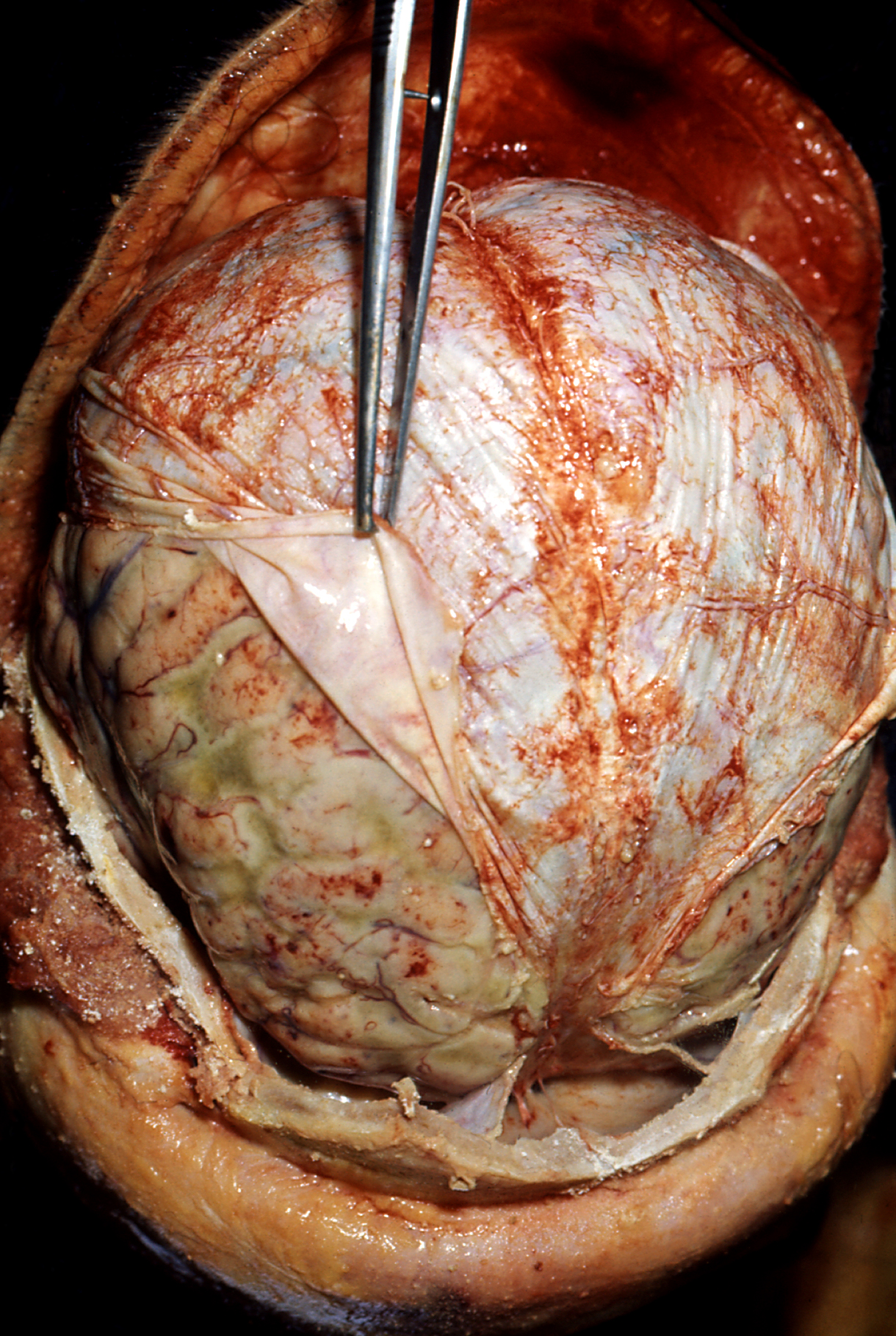
Immagine autoptica di un cervello umano che mostra un'infezione da meningite pneumococcica. Si noti l'encefalo con evidenti depositi di pus dovuto alla presenza di pneumococco della meningite. La pinza scosta la dura madre per consentire di visualizzare l'infezione sottostante.

Le meningi comprendono tre membrane che, insieme con il liquido cerebrospinale, racchiudono e proteggono il cervello e il midollo spinale, che insieme costituiscono il sistema nervoso centrale. La pia madre è una membrana molto delicata, ma impermeabile, che si oppone al passaggio di globuli rossi, cellule infiammatorie e diverse molecole. Questa membrana aderisce saldamente alla superficie dell'encefalo seguendone tutti i contorni minori, per formare il rivestimento esterno dei vasi meningei nello spazio subaracnoideo. L'aracnoide, così chiamata per via della sua forma a ragnatela, è un sacco che racchiude la parte superiore della pia madre. Lo spazio subaracnoideo, che separa l'aracnoide e la pia madre, contiene il liquido cerebrospinale. La membrana più esterna, la dura madre, è una membrana spessa fissata tra l'aracnoide e il cranio.
Nella meningite batterica, i batteri raggiungono le meningi da uno dei due percorsi principali: o attraverso il sangue o attraverso il contatto diretto tra le meningi e la cavità nasale o la pelle. Una volta che i batteri sono entrati nel flusso sanguigno, possono entrare nello spazio subaracnoideo attraverso punti dove la barriera emato-encefalica è vulnerabile, ad esempio nel plesso coroideo. Nella pratica clinica solo pochi batteri sono in grado di raggiungere lo spazio subaracnoideo. Tra questi Neisseria meningitidis è quella che, quando è presente nel sangue, realizza questa penetrazione in modo relativamente costante. Probabilmente l'invasione meningea è conseguenza di una stretta interazione tra meningococco e alcune cellule endoteliali cerebrali. Verosimilmente questa interazione, mediata da appendici proteiche filamentose note come pili, nel caso particolare di Neisseria meningitidis da pili di tipo IV, comporta successivamente la formazione di microcolonie sulla superficie apicale delle citate cellule endoteliali cerebrali, cui fa seguito la successiva apertura delle giunzioni intercellulari. La meningite si verifica nel 25% dei neonati con infezioni del sangue dovute a streptococchi di gruppo B. Questo fenomeno è meno comune negli adulti in cui la contaminazione diretta del liquido cerebrospinale avviene per via di dispositivi permanenti impiantati nell'encefalo, a seguito di fratture del cranio o a causa di infezioni della rinofaringe. Talvolta si trovano difetti congeniti della dura madre responsabili del passaggio dell'agente patogeno nelle meningi.
L'infiammazione che si verifica nello spazio subaracnoideo durante la meningite, non è una conseguenza diretta dell'infezione batterica ma può essere in larga parte attribuita alla risposta del sistema immunitario all'ingresso di batteri nel sistema nervoso centrale. Quando i componenti della membrana cellulare batterica sono identificati dalle cellule immunitarie del cervello (astrociti e microglia), esse rispondono rilasciando grandi quantità di citochine, molecole che funzionano da mediatori reclutando altre cellule immunitarie. La barriera emato-encefalica diventa più permeabile, con conseguente edema cerebrale "vasogenico" (rigonfiamento del cervello a causa di passaggio di liquido dai vasi sanguigni al parenchima cerebrale). Un gran numero di globuli bianchi entra nel liquido cefalorachidiano causando infiammazione delle meningi e portando a edema "interstiziale" (caratterizzato dall'aumento del liquido presente fra le cellule). Inoltre, le pareti stesse dei vasi sanguigni si infiammano (vasculite cerebrale), portando a una diminuzione del flusso sanguigno e a un terzo tipo di edema, definito "citotossico". Le tre forme di edema cerebrale conducono tutte all'aumento della pressione endocranica. Ciò, sommato alla pressione sanguigna più bassa riscontrabile frequentemente nell'infezione acuta, comporta una maggior difficoltà all'ingresso del sangue nel cervello e dunque impoverisce le cellule cerebrali del necessario apporto di ossigeno per la loro sopravvivenza.
Si è riscontrato che la somministrazione di antibiotici può, inizialmente, peggiorare il processo sopra descritto, aumentando la quantità di prodotti batterici rilasciati attraverso la distruzione degli stessi batteri. Trattamenti particolari, come l'uso di corticosteroidi, sono finalizzati a smorzare la risposta del sistema immunitario per prevenire questo fenomeno.

### Complicanze

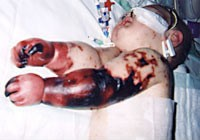
Charlotte Cleverley-Bisman sviluppò una grave meningite meningococcica e il rash petecchiale progredì alla gangrena così da rendere necessaria l'amputazione. È comunque sopravvissuta alla malattia ed è diventata un simbolo della campagna di vaccinazione per la meningite in Nuova Zelanda.

Le persone affette da meningite possono sviluppare, nelle prime fasi della malattia, ulteriori problemi che possono richiedere un trattamento specifico e talvolta sono indice di una condizione grave e di una prognosi peggiore. L'infezione può portare a sepsi, una sindrome da risposta infiammatoria sistemica che comporta ipotensione, tachicardia, respiro affannoso, febbre o, raramente, ipotermia. La riduzione della pressione arteriosa può verificarsi precocemente, soprattutto ma non esclusivamente nell'infezione meningococcica. Ciò può portare a un insufficiente apporto di sangue ai vari organi. La coagulazione intravascolare disseminata, una sindrome caratterizzata da eccessiva attivazione dei meccanismi di coagulazione del sangue, può essere causa sia dell'ostruzione del flusso di sangue agli organi, sia di un paradossale aumento del rischio di sanguinamento. Nella meningite da meningococco può presentarsi gangrena degli arti. Gravi infezioni da meningococco e da pneumococco possono provocare emorragia delle ghiandole surrenali, con conseguente sindrome di Waterhouse-Friderichsen, spesso letale.
Il parenchima cerebrale può gonfiarsi, con aumento della pressione intracranica e rischio di erniazione. Ciò può essere notato da un calo del livello di coscienza, dalla perdita del riflesso pupillare alla luce e da una postura anomala. L'infiammazione del tessuto cerebrale può anche ostacolare il normale flusso del liquido cerebrospinale nel cervello causando idrocefalo. Nei bambini gli episodi convulsivi sono frequenti nelle prime fasi di meningite (30% dei casi) e possono essere il risultato di un aumento della pressione nelle aree di infiammazione del tessuto cerebrale.
L'infiammazione delle meningi può coinvolgere i nervi cranici, quel gruppo di nervi derivanti dal tronco cerebrale e dall'encefalo che, tra le altre funzioni, controlla i muscoli degli occhi, del viso e dell'apparato uditivo. Sintomi visivi e perdita dell'udito possono persistere anche a seguito di un episodio di meningite. L'infiammazione del cervello (encefalite) o dei suoi vasi sanguigni, così come la formazione di coaguli di sangue nelle vene (trombosi venosa cerebrale), possono portare a debolezza, perdita di sensibilità, o alterazioni del movimento della parte del corpo che viene controllata dalla zona del cervello interessata dall'infezione.

## Anatomia patologica

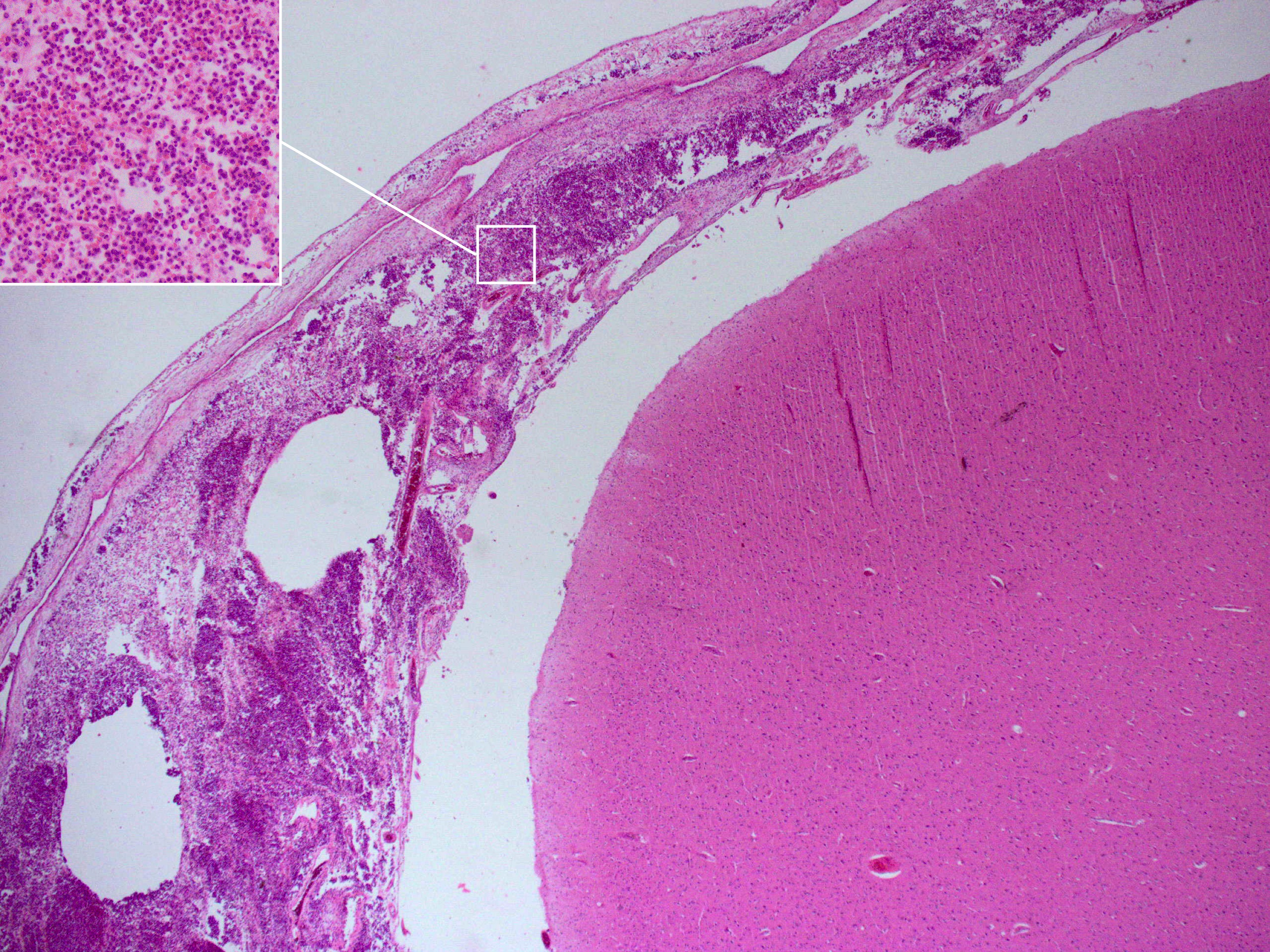
Esame istologico autoptico in un caso di meningite batterica da pneumococco: è visibile un infiltrato infiammatorio a livello della pia madre formato da granulociti neutrofili (inserto, ingrandimento maggiore)

La meningite può essere diagnosticata anche durante un'autopsia e i reperti post-mortem più comuni sono solitamente segni di infiammazione diffusa degli strati pia madre e aracnoide delle meningi. La meningite batterica è quella che dimostra il maggior numero di reperti anatomopatologici. È sempre presente un essudato la cui localizzazione varia in base all'agente eziologico: in quella da H. influenzae, ad esempio, è solitamente basale, mentre in quella da pneumococco si trova in prevalenza sulle circonvoluzioni vicine al seno sagittale. Nei casi fulminanti si può estendere ai ventricoli cerebrali e l'infiammazione può estendersi tramite le vene meningee al parenchima cerebrale, causando una meningoencefalite. I vasi sono classicamente congesti e, lungo il loro decorso, possono essere osservate strie suppurative. I reliquati, solitamente caratteristici dei casi non precocemente trattati, sono generalmente di tipo fibrotico e localizzati a pia madre e aracnoide, e possono, soprattutto nella forma da pneumococco, causare un'aracnoidite cronica adesiva. Nelle forme virali, invece, non vi sono particolari alterazioni macro o microscopiche, con l'esclusione di eventuali segni di edema e, talvolta, un infiltrato linfocitario lieve o moderato.

## Clinica

### Segni e sintomi

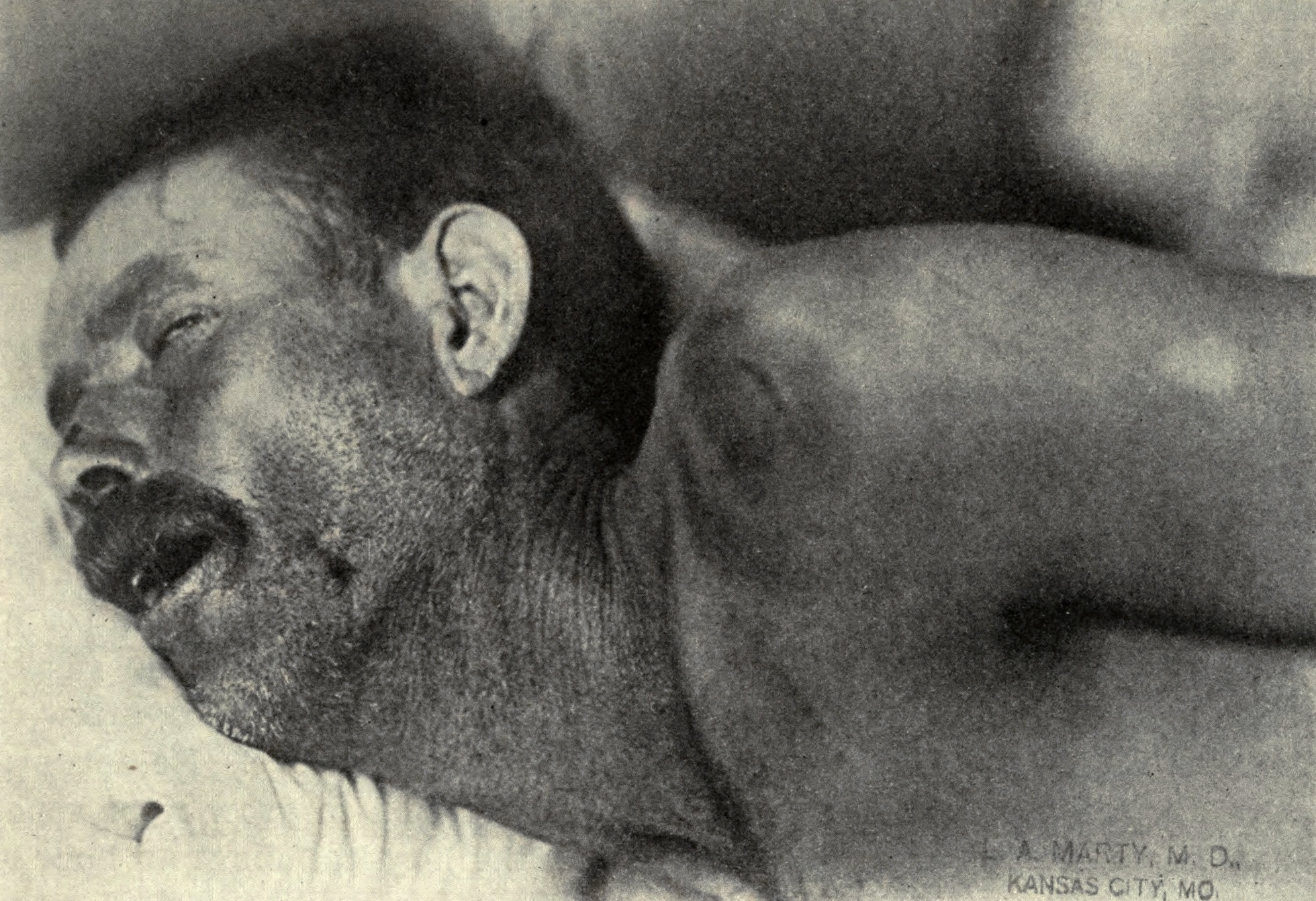
Rigidità al collo. Epidemia di meningite in Texas nel 1911-12

Negli adulti, un forte mal di testa, che si verifica in quasi il 90% dei casi di meningite batterica, è il sintomo di esordio più comune di meningite, seguito dalla rigidità del collo, ovvero dall'incapacità di flettere passivamente il collo in avanti, a causa di un aumento del tono muscolare. La classica triade di segni diagnostici consiste in: rigidità nucale, febbre alta improvvisa e alterazione dello stato mentale. Tuttavia, tutte e tre le caratteristiche sono presenti solo nel 44-46% di tutti i casi di meningite batterica. Se nessuno dei tre segni è presente, la meningite è estremamente improbabile. Altri segni comunemente associati alla meningite comprendono la fotofobia (intolleranza alla luce) e la fonofobia (intolleranza a rumori forti). I bambini piccoli spesso non manifestano i sintomi sopra descritti e, nei neonati fino a 6 mesi di età, può essere presente il rigonfiamento della fontanella bregmatica. Altre caratteristiche che possono distinguere, nei bambini piccoli, la meningite da malattie meno gravi sono il dolore alle gambe, le estremità fredde e un colore anomalo della cute.
Il rischio di sviluppare una meningite nel neonato è inversamente proporzionale al peso alla nascita e direttamente proporzionale al tempo intercorso tra la rottura delle membrane e il parto.
La rigidità nucale si verifica nel 70% dei casi di meningite batterica negli adulti. Altri segni di meningismo comprendono la presenza del segno di Kernig o del segno di Brudzinski. Il segno di Kernig viene valutato con la persona sdraiata supina, con l'anca e il ginocchio flessi a 90 gradi: in una persona con un segno di Kernig positivo, il dolore limita l'estensione passiva del ginocchio. Il segno di Brudzinski, invece, è positivo quando la flessione del collo provoca la flessione involontaria del ginocchio e dell'anca. Anche se il segno di Kernig e il segno di Brudzinski sono entrambi comunemente usati per individuare la meningite, la sensibilità di questi test appare limitata. Essi, tuttavia, hanno una specificità molto buona per la meningite dal momento che sono raramente positivi in altre malattie. Normalmente il paziente assume un decubito obbligato laterale che viene definito a cane di fucile (il capo è esteso sul tronco, le cosce flesse sull'addome e le gambe flesse sulle cosce; tale posizione tende a ridurre lo stiramento delle radici dei nervi spinali).

### Esami di laboratorio e strumentali

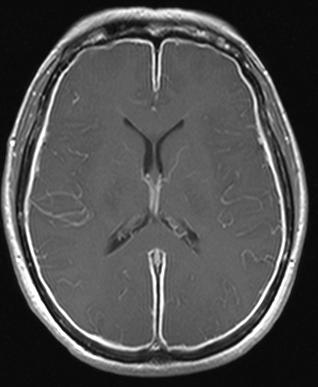
Immagine dell'encefalo ottenuta tramite risonanza magnetica pesata in T1 con mezzo di contrasto in un caso di meningite batterica

Se si sospetta un caso di meningite, vengono immediatamente effettuati gli esami del sangue per la ricerca dei marcatori di infiammazione (ad esempio, la proteina C reattiva e la formula leucocitaria), così come la coltura.
L'esame più importante per individuare o escludere la meningite è l'analisi del liquido cerebrospinale, ottenuto attraverso la puntura lombare. Tuttavia, la puntura lombare è controindicata se vi è una massa nel cervello (tumore o ascesso) o se la pressione intracranica risulta elevata, in quanto può essere causa di un'ernia cerebrale. Se un individuo è a rischio per ipertensione intracranica, che si riscontra nel 45% di tutti i casi negli adulti, l'esecuzione di una tomografia computerizzata (TC) o di una risonanza magnetica (RM) è raccomandata prima della puntura lombare. Se si rileva la necessità di eseguire una TC o una RM prima della puntura lombare o se quest'ultima si dimostra di difficile esecuzione, le linee guida suggeriscono la somministrazione precoce di antibiotici per evitare ritardi nel trattamento, soprattutto se l'attesa per la TC o la RM è superiore a 30 minuti. Spesso la TC o la RM vengono eseguite in una fase successiva per valutare le complicazioni della meningite e per escludere la presenza di focolai ascessuali, ventricoliti, ependimiti ed empiemi.
Nelle forme gravi di meningite, il monitoraggio degli elettroliti del sangue può essere importante. Ad esempio, l'iponatriemia è comune in caso di meningite batterica, a causa di una combinazione di fattori, tra cui la disidratazione, l'escrezione inadeguata dell'ormone antidiuretico o per l'eccessiva somministrazione di liquidi per via endovenosa.

#### La puntura lombare nella diagnosi di meningite

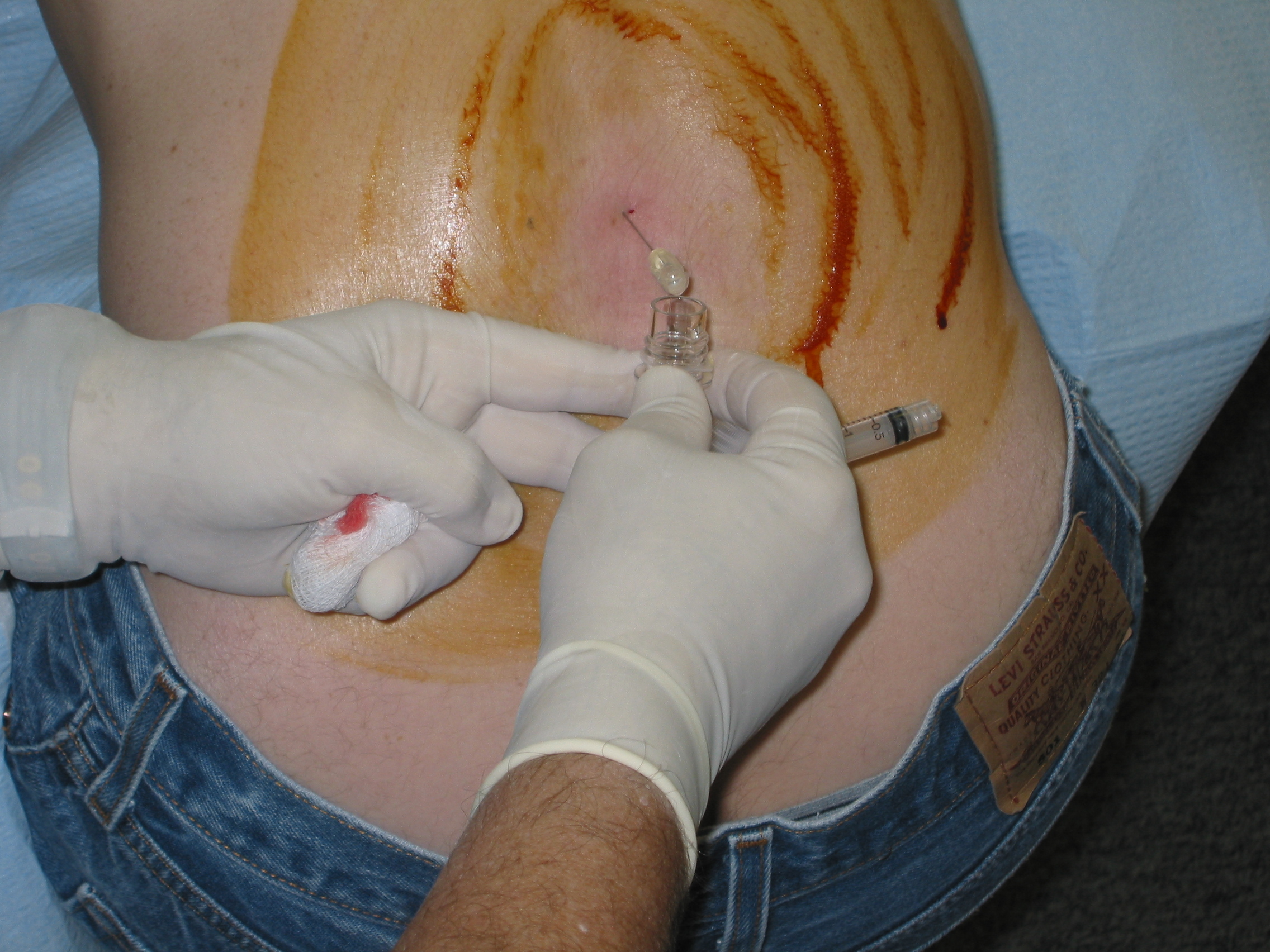
Esecuzione di una puntura lombare

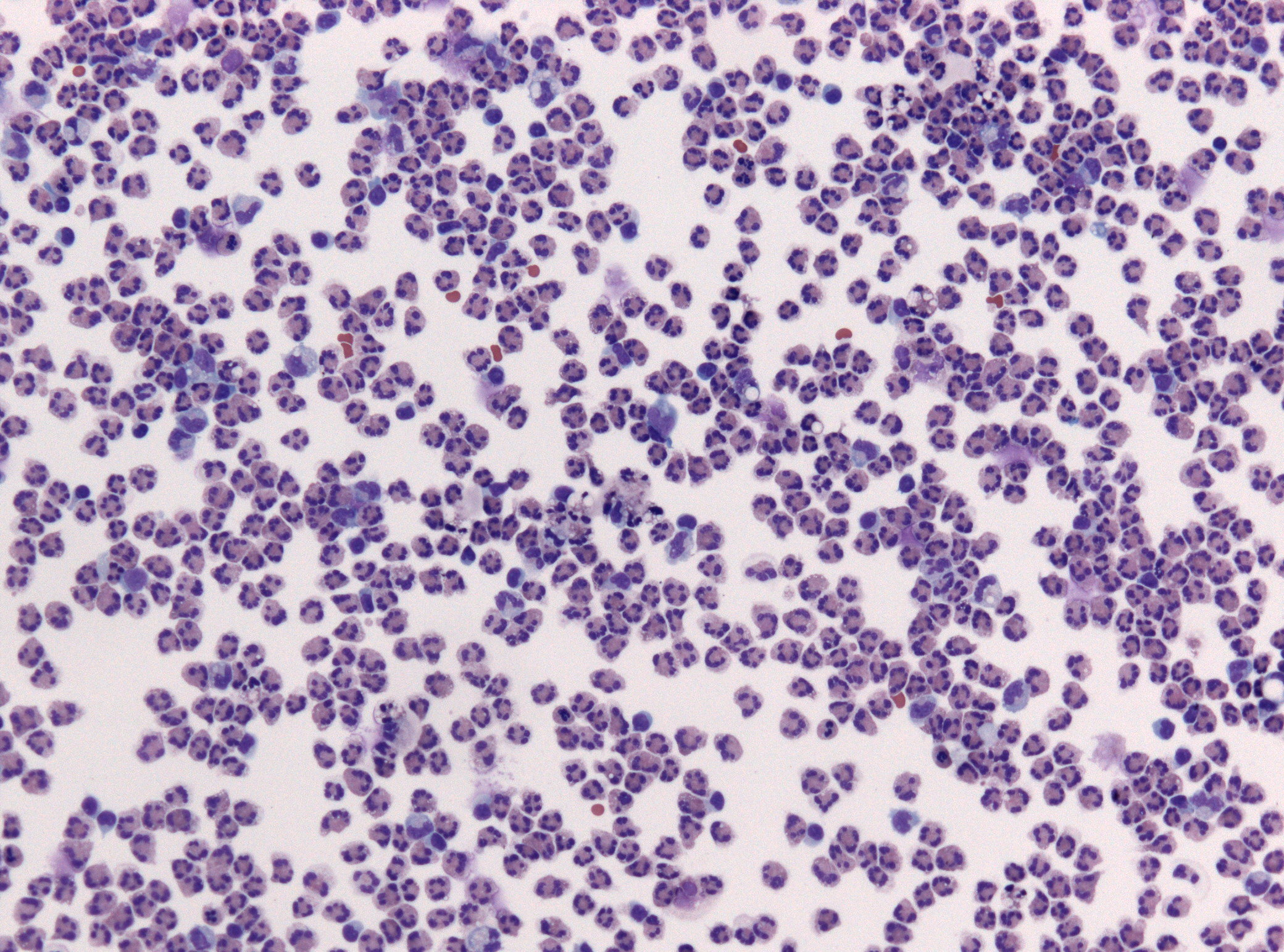
Esame al microscopio di un campione di fluido cerebrospinale ottenuto tramite puntura lombare. Si notano i numerosi granulociti neutrofili che indicano una meningite purulenta.

La puntura lombare viene eseguita posizionando il paziente di solito disteso sul fianco, applicando un'anestesia locale e inserendo un ago nel sacco durale per raccogliere il liquido cerebrospinale. Quando il liquido viene raggiunto, la sua pressione viene misurata con un manometro. Il paziente può essere anche disposto in posizione seduta: questa postura permette di eseguire la procedura in modo tecnicamente più semplice, in quanto i punti di repere anatomici risultano meno ambigui, ma presenta lo svantaggio di non permettere un'accurata misurazione della pressione di apertura. La pressione del liquor ha un valore normalmente compreso tra i 6 e i 18 cm di acqua (cmH2O). In caso di meningite batterica la pressione è in genere elevata, mentre nella meningite criptococcica, la pressione intracranica è marcatamente elevata. L'aspetto iniziale del liquido può fornire un'indicazione sulla natura dell'infezione: un liquido cefalorachidiano torbido indica alti livelli di proteine, globuli bianchi e rossi e/o batteri e quindi può suggerire la presenza di una meningite batterica.
Il campione di liquor viene esaminato per la presenza e il tipo di globuli bianchi, globuli rossi, contenuto proteico e livello di glucosio. Nel caso di meningite batterica la colorazione di Gram del campione può mostrare i batteri, ma l'assenza di batteri non esclude la meningite batterica in quanto questi sono visibili solo nel 60% dei casi; questo valore si riduce di un ulteriore 20% se gli antibiotici sono stati somministrati prima del prelievo del campione. La colorazione di Gram è anche meno affidabile in particolari infezioni, ad esempio nella listeriosi. La coltura microbiologica del campione è più sensibile e identifica il microrganismo nel 70-85% dei casi, ma i risultati possono richiedere fino a 48 ore per essere disponibili. Il tipo di globuli bianchi indica se la meningite è batterica (in tal caso solitamente i neutrofili sono predominanti) o virale (prevalgono i linfociti, ma nelle fasi iniziali della malattia non rappresentano sempre un indicatore affidabile). Meno comunemente vi è una predominanza di eosinofili, ciò suggerisce un'eziologia parassitaria o fungina.
La concentrazione di glucosio nel liquido cefalorachidiano è normalmente inferiore del 40% rispetto a quella nel sangue mentre nella meningite batterica è in genere più bassa. Il livello di glucosio nel liquor può essere diviso per il livello di glucosio nel sangue fornendo il rapporto glucosio nel liquor/glicemia. Un rapporto ≤ 0,4 è indicativo di meningite batterica. Nel neonato, i livelli di glucosio nel liquido cerebrospinale sono normalmente più elevati e un valore inferiore a 0,6 viene quindi considerato anomalo. Gli alti livelli di lattato nel liquido cerebrospinale indicano una maggiore probabilità di meningite batterica, così come un più alto numero di globuli bianchi. Se i livelli di lattato sono meno di 35 mg/dL e non è stata somministrata una terapia antibiotica, si può escludere la meningite batterica.
| Eziologia       | Glucosio    | Proteine       | Cellule                             |
| --------------- | ----------- | -------------- | ----------------------------------- |
| Batterica acuta | basso       | alto           | Neutrofili, spesso > 300/mm³        |
| Virale acuta    | normale     | normale o alto | Linfociti, < 300/mm³                |
| Tubercolare     | molto basso | alto           | Linfociti (o neutrofili), < 300/mm³ |
| Fungina         | basso       | alto           | < 300/mm³                           |
| Neoplastica     | basso       | alto           | solitamente linfociti               |

Vari esami maggiormente specifici possono essere utilizzati per distinguere tra i vari tipi di meningite. Un test di agglutinazione al lattice può essere positivo in caso di meningite causata da Streptococcus pneumoniae, Neisseria meningitidis, Haemophilus influenzae, Escherichia coli e streptococchi di gruppo B. Il suo uso di routine non è tuttavia incoraggiato in quanto porta raramente a una modifica della terapia, ma può essere utilizzato se gli altri test non forniscono risultati diagnostici.
Analogamente, il Limulus test può essere positivo nella meningite causata da batteri Gram-negativi, ma il suo utilizzo è limitato ai casi in cui gli altri test non siano utili. La reazione a catena della polimerasi (PCR) è una tecnica utilizzata per amplificare le piccole tracce di DNA allo scopo di rilevare la presenza di DNA batterico o virale nel fluido cerebrospinale. È un test altamente sensibile e specifico poiché agisce solo sulle tracce del DNA dell'agente infettante. Permette di identificare i batteri in caso di meningite batterica e può aiutare a distinguere le varie cause di meningite virale. L'identificazione degli anticorpi anti-virus mediante tecniche sierologiche può essere utile nella diagnosi di meningite virale. Se si sospetta una meningite tubercolare, sul campione viene effettuata una colorazione di Ziehl-Neelsen, che ha una bassa sensibilità e che richiede molto tempo; sempre più spesso viene utilizzata la PCR. La diagnosi di meningite criptococcica può essere effettuata a basso costo utilizzando inchiostro d'India (nigrosina); tuttavia, i test per l'antigene criptococcico nel sangue o nel liquido cerebrospinale sono più sensibili, soprattutto nelle persone con AIDS.
Una difficoltà diagnostica e terapeutica si ha nei casi di meningite parzialmente trattata, dove si riscontrano i sintomi della meningite successivamente alla somministrazione di antibiotici. Quando questo accade, i risultati dell'analisi del liquido cefalorachidiano sono simili a quelli della meningite virale, ma può essere necessario continuare il trattamento antibiotico fino a quando non si arriva a una diagnosi definitiva di causa virale.

### Diagnosi differenziale
La meningite causata dal batterio Neisseria meningitidis (conosciuta come meningite da meningococco) può essere distinta dalle altre dalla presenza di un rash petecchiale a rapida diffusione, che può precedere gli altri sintomi. L'eruzione cutanea è costituita da numerose piccole macchie irregolari, viola o rosse, sul tronco, sugli arti inferiori, sulle membrane mucose, sulla congiuntiva e, occasionalmente, sulle palme delle mani o sulle piante dei piedi. Sebbene questa eruzione non sia necessariamente presente nella meningite meningococcica, è relativamente specifica per la malattia. Tuttavia, talvolta si verifica nella meningite causata da altri batteri. Altri indizi sulla natura dell'agente eziologico della meningite possono essere segni cutanei della malattia sulle mani, piedi e bocca e la presenza di herpes genitale. Entrambi possono essere associati a diverse forme di meningite virale.

## Trattamento

### Trattamento farmacologico

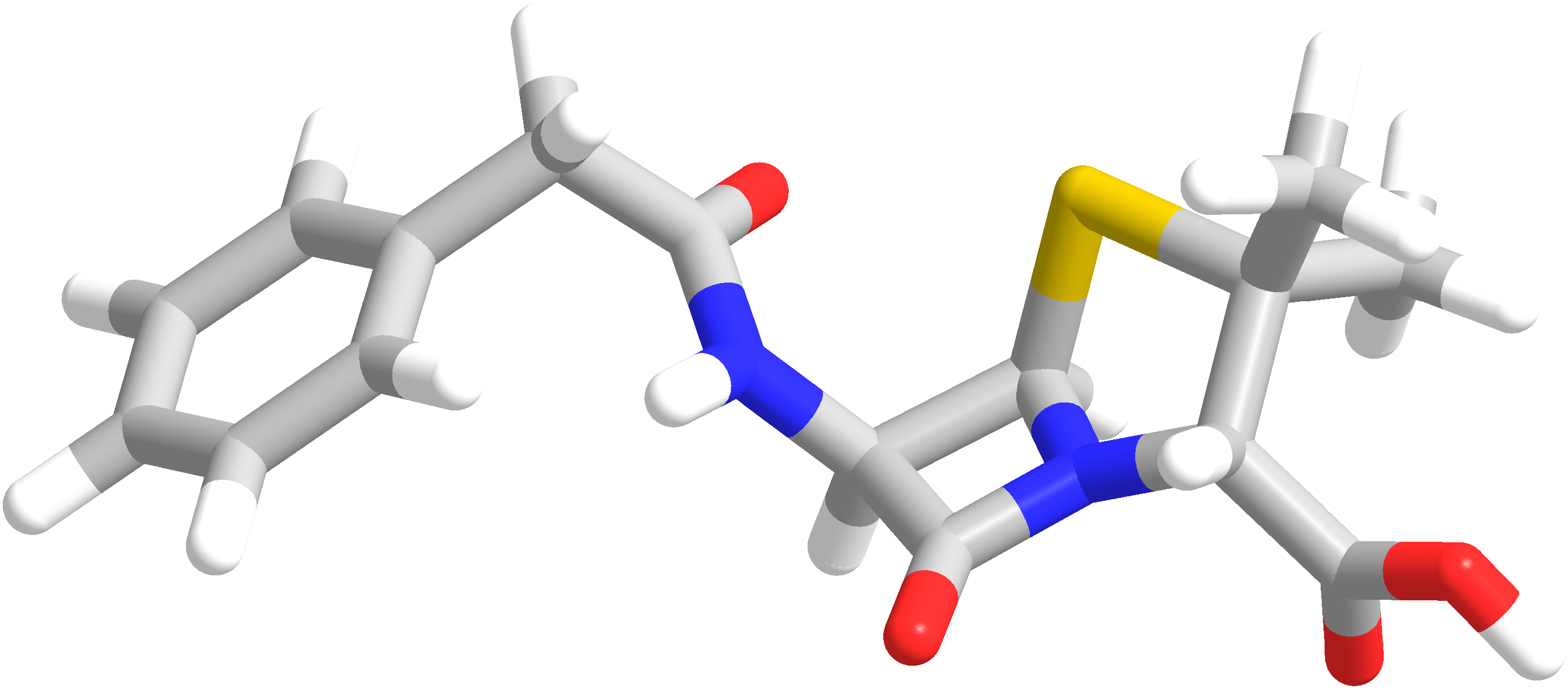
Rappresentazione grafica tridimensionale di una molecola di benzilpenicillina. Il farmaco viene somministrato precocemente se si sospetta un'infezione meningococcica.

La meningite è potenzialmente pericolosa per la vita e, se non trattata, presenta un alto tasso di mortalità. Inoltre, il ritardo nel trattamento è associato a una prognosi maggiormente negativa, tanto che la somministrazione di antibiotici ad ampio spettro dovrebbe essere intrapresa anche durante la fase di conferma della diagnosi. Se si sospetta un'infezione meningococcica, le linee guida raccomandano l'assunzione immediata di benzilpenicillina prima del ricovero in ospedale. Se vi sono segni di ipotensione o shock, devono essere somministrati liquidi per via endovenosa. Dato che la meningite può causare una serie di gravi complicanze, un controllo medico periodico è consigliato per limitarle e, se si ritiene necessario, può essere utile il ricovero in un'unità di terapia intensiva.
La ventilazione meccanica può rendersi necessaria, se il livello di coscienza è molto basso o se vi è evidenza di insufficienza respiratoria. Se vi sono segni di ipertensione endocranica, devono essere prese adeguate misure di controllo della pressione intracranica. Le convulsioni sono trattate per mezzo di farmaci anticonvulsivanti. Il verificarsi di idrocefalo può richiedere l'inserimento di un dispositivo di drenaggio temporaneo o a lungo termine, come uno shunt cerebrale.

#### Meningite batterica

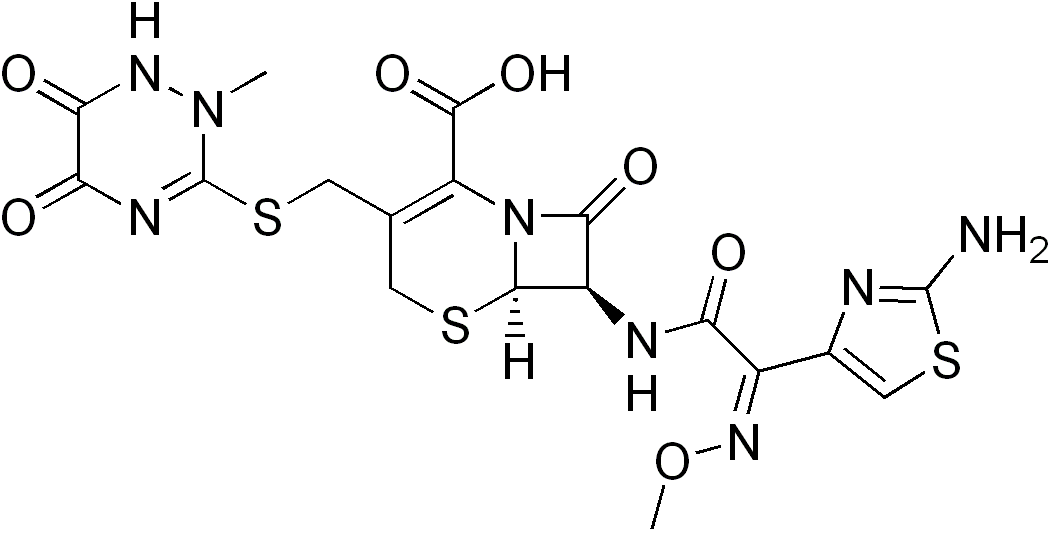
Formula di struttura del ceftriaxone, uno degli antibiotici della classe delle cefalosporine di terza generazione raccomandati per il trattamento iniziale della meningite batterica

La terapia antibiotica empirica, ovvero in assenza di una diagnosi definitiva, deve essere intrapresa immediatamente, prima ancora che i risultati della puntura lombare e dell'analisi del liquido cefalorachidiano siano noti. La scelta del trattamento iniziale dipende dal tipo di batteri responsabili di meningite caratteristici di un determinato luogo. Per esempio, nel Regno Unito la terapia empirica consiste nella somministrazione di una cefalosporina di terza generazione come cefotaxime o ceftriaxone. Negli Stati Uniti invece, dove la resistenza degli streptococchi alle cefalosporine è in crescita, è raccomandata l'aggiunta di vancomicina. Il cloramfenicolo, solo o in combinazione con ampicillina, tuttavia, sembra funzionare ugualmente bene.
La terapia empirica può essere scelta anche in base all'età della persona, se l'infezione è stata preceduta da una ferita alla testa, se la persona ha subito un intervento neurochirurgico recente e se vi è uno shunt cerebrale. Nei bambini piccoli e negli individui oltre i 50 anni, così come negli immunocompromessi, si raccomanda l'aggiunta dell'ampicillina per coprire la possibile infezione da Listeria monocytogenes. Una volta che i risultati della colorazione di Gram sono disponibili e il tipo batterico è noto, è possibile cambiare antibiotico scegliendone uno specifico per il gruppo di agenti patogeni presenti.
Per i risultati della coltura del liquido cefalorachidiano sono necessari tempi lunghi, generalmente dalle 24 alle 48 ore. Una volta disponibili, la terapia empirica può essere modificata in terapia antibiotica mirata per lo specifico agente eziologico e in funzione della sua sensibilità ai diversi antibiotici. Un antibiotico, per essere efficace in caso di meningite, non deve solo essere attivo contro il batterio patogeno, ma deve anche essere in grado di raggiungere le meningi in concentrazioni adeguate. Alcuni antibiotici presentano un'inadeguata capacità di penetrazione e quindi scarsa utilità in caso di meningite. La maggior parte degli antibiotici utilizzati per curare la condizione non sono stati testati direttamente su pazienti affetti da meningite durante gli studi clinici, tuttavia le loro proprietà sono state derivate per lo più da studi di laboratorio su cavie. La meningite tubercolare richiede un trattamento prolungato con antibiotici: mentre la tubercolosi polmonare è solitamente trattata per sei mesi, i casi di meningite tubercolare sono in genere trattati per più di un anno.

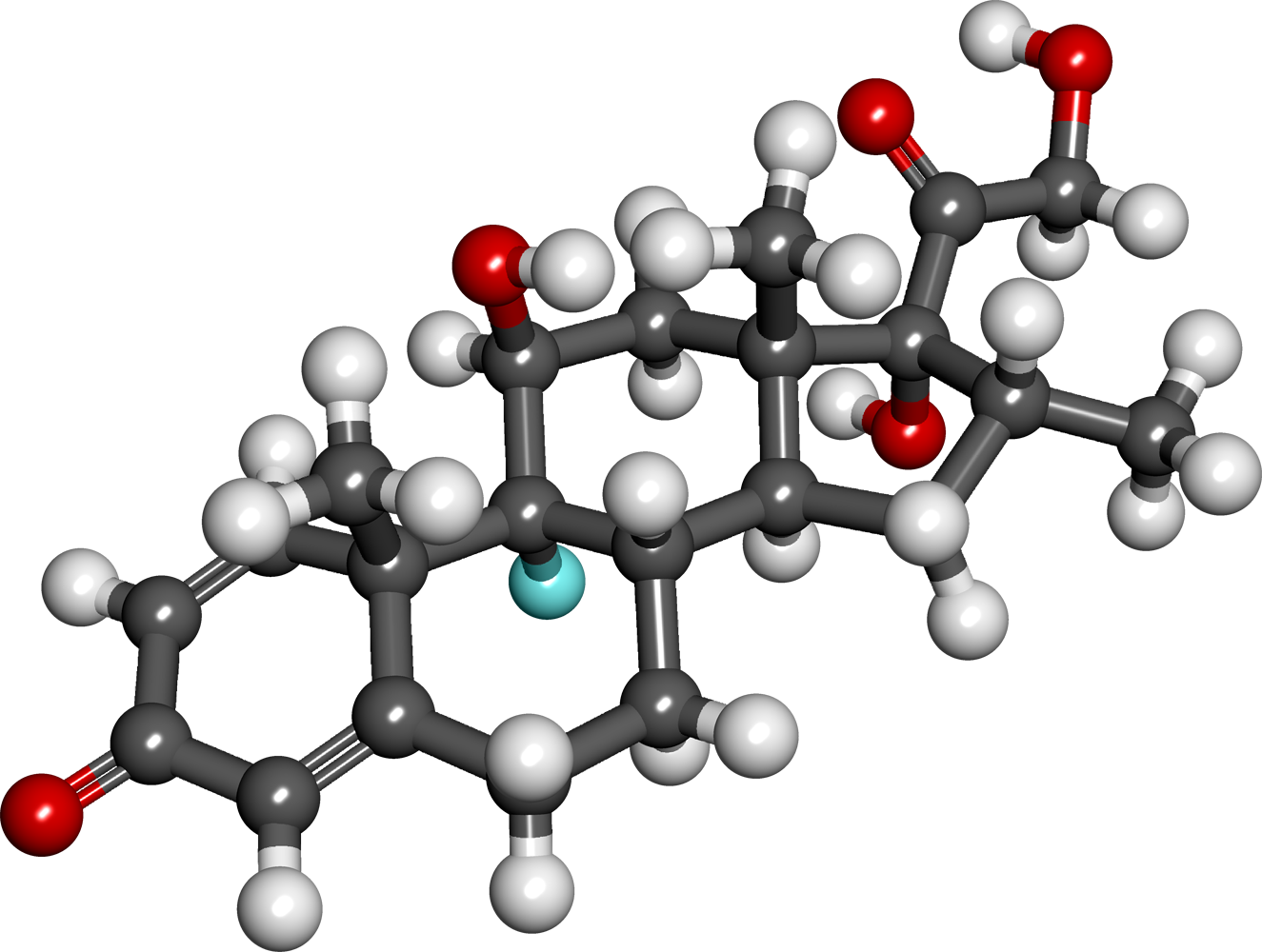
Rappresentazione tridimensionale ball-and-stick di una molecola di desametasone

La terapia adiuvante con corticosteroidi (di solito desametasone) ha mostrato alcuni vantaggi, come la riduzione della perdita di udito, e migliori risultati neurologici a breve termine, negli adolescenti e negli adulti provenienti da paesi ad alto reddito, con bassa prevalenza di HIV. Inoltre, i corticosteroidi appaiono essere utili nei pazienti con meningite tubercolare, almeno in quelli che sono negativi all'HIV.
Le linee guida, quindi, consigliano di cominciare la somministrazione di desametasone o di un corticosteroide simile poco prima della dose iniziale di antibiotico e di continuare la terapia per quattro giorni. Dato che la maggior parte dei benefici del trattamento è limitata ai pazienti con meningite pneumococcica, alcune linee guida suggeriscono che il desametasone debba essere interrotto se viene identificata un'altra causa di meningite. Il meccanismo più probabile del loro funzionamento è la soppressione dell'infiammazione iperattiva.
Corticosteroidi adiuvanti hanno un ruolo diverso nei bambini rispetto agli adulti. Anche se il beneficio dei corticosteroidi è stato dimostrato negli adulti e nei bambini provenienti da paesi ad alto reddito, il loro uso nei bambini provenienti da paesi a basso reddito non è supportata da elementi di prova. La ragione di questa discrepanza non è chiara. Anche nei paesi ad alto reddito, il beneficio dei corticosteroidi si rileva solo quando vengono somministrati prima della dose iniziale di antibiotici ed è maggiore nei casi di meningite da H. influenzae, la cui incidenza è fortemente diminuita in seguito all'introduzione del vaccino anti-Hib. I corticosteroidi sono dunque raccomandati per il trattamento della meningite pediatrica se la causa è H. influenzae e solo se vengono somministrati prima della dose iniziale di antibiotici.

#### Meningite virale
La meningite virale in genere richiede solo una terapia di supporto, difatti la maggior parte dei virus responsabili della meningite non risultano suscettibili a un trattamento specifico. La meningite virale tende ad avere un decorso più benigno rispetto alla meningite batterica. L'Herpes simplex virus e l'Human herpesvirus 3 possono rispondere al trattamento con farmaci antivirali, come l'aciclovir, ma non vi sono studi clinici che hanno provato se questo trattamento sia efficace. I casi lievi di meningite virale possono essere trattati senza ricovero in ospedale e tramite misure conservative, come la somministrazione di fluidi e analgesici e con il riposo a letto.

#### Meningite fungina
La meningite fungina, come la meningite criptococcica, viene trattata con lunghe somministrazioni di alte dosi di antimicotici, come l'amfotericina B e la flucitosina. L'aumento della pressione intracranica è comune nel caso di meningite fungina e perciò vengono raccomandati frequenti punture lombari, circa una al giorno, per ridurre la pressione o, in alternativa, il posizionamento di un drenaggio lombare.

### Prognosi
No dati
     ≤ 10
     10–25
     25–50
     50–75
     75–100
     100–200
     200–300
     300–400
     400–500
     500–1000
     1000–1500
     ≥ 1500

Disability-adjusted life year per meningite ogni 100000 abitanti nel 2002.
No dati
≤ 10
10–25
25–50
50–75
75–100
100–200
200–300
300–400
400–500
500–1000
1000–1500
≥ 1500

La letalità della malattia è molto elevata in soggetti molto giovani e molto anziani. Nei neonati mediamente il valore si aggira attorno al 20-30% dei casi di meningite batterica. Già durante l'adolescenza questa scende drasticamente al 2% per poi crescere nuovamente al 19-37% negli adulti. Il rischio di morte però non è solamente influenzato dall'età del soggetto, ma anche dalla natura del patogeno e dalla durata in cui questo è stato presente nel liquor. Ad esempio l'H. influenzae e il meningococco hanno una prognosi migliore rispetto agli streptococchi di tipo B, ai batteri Gram-negativi e allo S. pneumoniae. Negli adulti, la meningite da meningococco ha una minor mortalità (3-7%) rispetto alla meningite da pneumococco.
Nei bambini numerose possono essere le disabilità a carico del sistema nervoso dovute all'infezione. Epilessia, sordità e disturbi irreversibili dell'apprendimento sono riportati in circa il 15% dei soggetti sopravvissuti. Negli adulti la prognosi è positiva nel 66% dei casi in cui si registra assenza o disturbi di lieve entità; la sordità viene riportata nel 14% dei casi, i disturbi cognitivi nel 10%.
Per quanto riguarda il meningococco, esistono 13 diversi sierogruppi, ma solo 5 causano meningite. In Europa i sierogruppi 2 e 3 sono i più frequenti. I sintomi sono sovrapponibili a quelli delle altre meningiti batteriche. Tuttavia nel 10-20% dei casi il decorso della malattia risulta rapido e acuto portando talvolta, in poche ore, a un esito fatale anche in presenza di una adeguata terapia.

## Prevenzione
Per alcune forme di meningite, la vaccinazione può essere una prevenzione efficace. Inoltre qualche accorgimento comportamentale può rivelarsi efficace.
Le meningiti batteriche e virali sono contagiose, tuttavia non lo sono come il raffreddore comune o l'influenza. Possono essere trasmesse attraverso le goccioline di secrezioni respiratorie, durante uno stretto contatto come il bacio, uno starnuto o un colpo di tosse verso qualcuno, ma la meningite non può essere diffusa semplicemente respirando l'aria in cui sia stata presente una persona affetta. La meningite virale è generalmente causata da enterovirus e si diffonde più comunemente attraverso la contaminazione fecale. Il rischio di infezione può essere ridotto modificando i comportamenti che portano alla trasmissione.
La contagiosità del meningococco risulta essere bassa, con rari casi secondari. Tuttavia il meningococco può essere responsabile di focolai epidemici. Per evitare la trasmissione, si consiglia un trattamento profilattico con antibiotici per tutte le persone che hanno avuto contatti stretti con i malati. Differentemente, la meningite da pneumococco si presenta in forma sporadica per cui la profilassi antibiotica non è raccomandata. Nei casi di meningite da Haemophilus influenzae di tipo b, è invece indicata la profilassi antibiotica per chi ha avuto contatti stretti.

### Vaccinazione
Dal 1980, molti paesi hanno incluso l'immunizzazione contro l'Haemophilus influenzae di tipo B nei loro schemi di vaccinazione infantile di routine. Ciò ha praticamente eliminato in tali paesi questo patogeno come causa di meningite nei bambini. Nei paesi in cui la frequenza della malattia è più alta, il vaccino è ancora troppo costoso. Allo stesso modo, la vaccinazione contro la parotite ha portato a una netta diminuzione del numero di casi di meningite da parotite, che prima della vaccinazione si verificava nel 15% dei casi.
Per il meningococco esistono vaccini contro i sierotipi A, C, W135 e Y. Nei paesi in cui è stato introdotto il vaccino contro il meningococco di gruppo C, i casi provocati da questo patogeno sono diminuiti considerevolmente. Esiste un vaccino quadrivalente che comprende tutti e quattro i vaccini e l'immunizzazione con esso è ormai un obbligo per ottenere il visto necessario a compiere l'Hajj. Lo sviluppo di un vaccino contro il meningococco di gruppo B si è rivelato molto più difficile, in quanto le sue proteine di superficie, che vengono normalmente usate per creare il vaccino, suscitano una debole risposta del sistema immunitario. Tuttavia, alcuni paesi (Nuova Zelanda, Cuba, Norvegia e Cile) hanno messo a punto vaccini contro i ceppi locali di meningococco di gruppo B che hanno mostrato buoni risultati e che sono utilizzati in programmi di immunizzazione locale. Due nuovi vaccini, entrambi approvati per la commercializzazione nel 2014, paiono essere efficaci contro uno spettro più ampio di ceppi di meningococchi del gruppo B. In Africa, l'approccio per la prevenzione e il controllo delle epidemie da meningococco è basata sulla diagnosi precoce della malattia e sulla vaccinazione di massa di emergenza della popolazione a rischio.
La vaccinazione di routine contro lo Streptococcus pneumoniae con il vaccino pneumococcico coniugato (PCV), che è attivo contro sette sierotipi comuni di questo patogeno, riduce in modo significativo l'incidenza della meningite pneumococcica. Il vaccino pneumococcico polisaccaridico, che copre 23 ceppi, viene somministrato solamente ad alcuni gruppi di persone (ad esempio quelli che hanno subito una splenectomia, la rimozione chirurgica della milza), ma non suscita una risposta immunitaria significativa in tutti i destinatari, come ad esempio nei bambini piccoli. È stato riportato come la vaccinazione dei bambini con il bacillo di Calmette-Guérin sia in grado di ridurre significativamente il tasso di meningite tubercolare, ma la sua efficacia cala nell'età adulta e perciò si è alla ricerca di un vaccino migliore.

### Chemioprofilassi
La profilassi antibiotica è un altro metodo di prevenzione a breve termine, in particolare per la meningite meningococcica. In caso di meningite meningococcica, il trattamento profilattico con l'assunzione di antibiotici (per esempio rifampicina, ciprofloxacina o ceftriaxone) può ridurre il rischio di contrarre la malattia, ma non protegge contro le possibili infezioni future. In seguito al suo uso è stato notato un aumento della resistenza alla rifampicina, che ha portato alla raccomandazione di considerare l'uso di altri farmaci. Nonostante gli antibiotici siano frequentemente utilizzati nel tentativo di prevenire la meningite negli individui con una frattura della base cranica, non vi sono dati sufficienti per determinare se questi siano utili o dannosi. Ciò vale per i pazienti sia con, sia senza una perdita di liquido cefalorachidiano.